# Gujan-Mestras
Gujan-Mestras è un comune francese di 19 385 abitanti situato nel dipartimento della Gironda nella regione della Nuova Aquitania.
È attraversato dal canale delle Landes.

## Società

### Evoluzione demografica
Abitanti censiti